# Moskalówka (rejon krzemieniecki)
Moskalówka (ukr. Москалівка) – wieś na Ukrainie w rejonie krzemienieckim należącym do obwodu tarnopolskiego.
We wsi urodził się Iwan Marczuk, ukraiński malarz.